# 2021 в Угорщині
Події 2021 року в Угорщині.

## Керівники держави
- Президент: Янош Адер
- Прем'єр-міністр: Віктор Орбан
- Спікер Національної асамблеї: Ласло Кевер

## Події
Триває — пандемія COVID-19 в Угорщині.

### Лютий
- 14 лютого — радіостанція Klubrádió, яку часто називали голосом ліво-ліберальної опозиції, припиняє роботу на 92,9 FM.

### Березень
- 3 березня — Фідес залишає групу Європейської народної партії (ЄНП) після нових правил групи ЄНП[1][2].

### Квітень
- 1 квітня — прем'єр-міністр Польщі Матеуш Моравецький та колишній міністр внутрішніх справ Італії та лідер Ліги Півночі Маттео Сальвіні відвідують Угорщину для зустрічі з прем'єр-міністром Угорщини Віктором Орбаном. ЗМІ повідомили про те, що вони говорили про створення нової націоналістичної консервативної політичної групи Європейського парламенту, щоб протистояти групі Європейської народної партії[3][4].

### Травень
- 10 — 23 травня — у Будапешті відбувся Чемпіонату Європи з водних видів спорту, перенесений з травня 2020 року через пандемію COVID-19[5].

### Червень
- 5 червня — близько 10 000 людей зібралось на протести проти плану Угорщини побудувати кампус китайського Фуданського університету за китайські кредити[6].
- 10 червня — уряд Угорщини оголошує про новий закон, який забороняє «пропаганду» гомосексуальності та зміни статі серед дітей до 18 років у школах, фільмах чи книгах.
- 15 червня — Національна асамблея Угорщини ухвалила новий закон, який забороняє «пропаганду» гомосексуальності та зміни статі серед дітей у школах, фільмах чи книгах. Його порівнюють з російським законом про гей-пропаганду, прийнятим в Росії у 2013 році[7][8][9].

### Серпень
- 1 серпня — на гоночній трасі «Хунгароринг» в Будапешті відбулися автоперегони чемпіонату світу Формули-1 Формула-1 — Гран-прі Угорщини, на яких переміг Естебан Окон «Альпін»[10].

### Вересень
- З 5 по 12 вересня в Будапешті проходить Міжнародний євхаристійний конгрес 2021 року[11]. Папа Франциск зустрічається з прем'єр-міністром Угорщини Віктором Орбаном.
- 23 вересня — відбувся 4-й Будапештський демографічний саміт. У саміті брали участь колишній віце-президент США (2017—2021) Майк Пенс[12], президент Сербії Александар Вучич, лідер боснійських сербів Милорад Додик, прем'єр-міністр Словенії Янез Янша та прем'єр-міністр Чехії Андрей Бабіш[13][14].

## Померли
- 3 лютого — Альбан Вермеш (нар. 19 червня 1957), угорський плавець, олімпійський медаліст.
- 5 лютого — Ерш Шіклоші (нар. 4 вересня 1991), угорський співак, поет, актор, фронтмен гурту AWS, разом з яким представляв Угорщину на пісенному конкурсі Євробачення 2018 в Лісабон.
- 30 березня — Ферец Шомоді (нар. 1 вересня 1945), угорський дипломат, політик, міністр закордонних справ Угорщини (2004—2006), посол Угорщини в США (2007—2009).
- 16 квітня — Марі Теречік (нар. 23 листопада 1935), угорська актриса, президент Союзу акторів Угорщини.
- 7 травня — Анжеліка Белла (нар. 15 лютого 1968), популярна в Італії угорська порноакторка.
- 20 травня — Шандор Пуль (нар. 14 липня 1955), угорський футбольний арбітр.
- 28 липня — Іштван Чом (нар. 2 червня 1940), угорський шахіст, гросмейстер і міжнародний арбітр.
- 18 жовтня — Янош Корнаї (нар. 21 січня 1928), угорський економіст.
- 20 жовтня — Мігай Чиксентмігаї (нар. 29 вересня 1934), американський психолог угорського походження.
- 28 жовтня — Міклош Зелей (нар. 8 листопада 1948), угорський поет, письменник, журналіст.
- 14 листопада — Мігай Чиксентмігаї (нар. 29 вересня 1934), американський психолог угорського походження.
- 29 листопада — Ласло Біто (нар. 7 вересня 1934), угорський лікар та письменник.
- 6 грудня — Кобор Янош (нар. 17 травня 1943), угорський співак, лауреат премії Кошута і Ференца Ліста, на прізвисько «Мекі», фронтмен гурту Omega.
- 31 грудня — Габор Каллаї (нар. 21 лютого 1959), угорський шахіст, шаховий тренер, суддя міжнародного класу і автор книг шахової тематики, гросмейстер.